# Марија Васко
Марија Васко (шп. María del Monte Vasco Pes Gallardo; Барселона 26. децембар 1975) је шпанска атлетичарка специјалиста у дисциплини ходање 20 километара.
На почетку каријере у јуниорској конкуренцији учествује на Светском првенству за јуниоре 1990. у Пловдиву учествује у дисципини ходања на 5.000 метара, без значајнијег успеха.
Као сениорка учествује у дисциплини брзог ходања на 10 километара 1995. на Светском првенству у Гетеборгу где је била 26-а, и 1998. на Европском првенству у Будимпешти где заузима 5 место.
Од 1999. прелази на дисциплину од 20 километара са којом први пут учествује на Светском првенству у Севиљи. Први велики успех постиже освајањем бронзане медаље на Олимпијским играма 2000. у Сиднеју. Сличан успех постиже и на Светском првенству 2007. у Осаки. У међувремену је била сребрна на Медитеранским играма 2005. у Алмерији, Шпанија и бронзана на Светском купу за ходаче 2004. у Наумбургу, Немачка.

## Резултати на значајнијим такмичењима
| Година | Такмичење                         | Место                | Резултат   | Дисцилина |
| ------ | --------------------------------- | -------------------- | ---------- | --------- |
| 1990   | Светско јуниорска првенство 1990. | Пловдив, Бугарска    | 15         | 5000 м    |
| 1995   | Светско првенство                 | Гетеборг, Шведска    | 26         | 10 км     |
| 1998   | Европско првенство                | Будимпешта, Мађарска | 5          | 10 км     |
| 1999   | Светско првенство                 | Севиља, Шпанија      | 10         | 20 км     |
| 2000   | Олимпијске игре                   | Сиднеј, Аустралија   | 3          | 20 км     |
| 2001   | Светско првенство                 | Едмонтон, Канада     | 5          | 20 км     |
| 2002   | Светски куп у ходањуу             | Торино, Италија      | 8          | 20 км     |
| 2002   | Европско првенство                | Минхен, Немачка      | Није зав.  | 20 км     |
| 2004   | Олимпијске игре                   | Атина, Грчка         | 7          | 20 км     |
| 2004   | Светски куп у ходање              | Наумбург, Немачка    | 3          | 20 km     |
| 2005   | Светско првенство                 | Хелсинки, Финска     | 4          | 20 км     |
| 2005   | Медитеранске игре                 | Алмерија, Шпанија    | 2          | 20 км     |
| 2006   | Европско првенство                | Гетеборг, Шведска    | 15         | 20 км     |
| 2007   | Светско првенство                 | Осака, Јапан         | 3          | 20 км     |
| 2008   | Светски куп у ходању              | Чебоксари, Русија    | 5          | 20 km     |
| 2008   | Олимпијске игре                   | Пекинг, Кина         | 7          | 20 км     |
| 2009   | Светско првенство                 | Берлин, Немачка      | Није завр. | 20 км     |

## Лични рекорди
На отвореном
Полумаратон — 1:21:00 25. мај 2001 Тарагона, Шпанија
3.000 метара ходање — 12:20,44 13. јуни 2004 Gavà, Шпанија
5.000 метара ходање — 20,57,11 2. јуни 2007. Барселона, Шпанија
10.000 метара ходање — 43:02:04 21. јули 2001 Валенсија, Шпанија
10 километара — 43:02 20. август 1998 Будимпешта, Мађарска
20 километара — 1:27:25 21. август 2008. Пекинг, Кина